# Aphanizomenon
Aphanizomenon (афанизоменон) је род модрозелених бактерија (алги). Припада реду Nostocales (ностокалес). Врсте овога рода су прокариотски организми који се налазе на трихалном ступњу организације. Ћелије у кончастим телима међусобно комуницирају преко плазмодезми. Кончаста тела организама из овога рода могу бити појединачна или груписана у снопиће који слободно пливају у води. Углавном су им тела саграђена од појединачних снопића, а груписана су само код неколико представника. Могу бити микроскопске и макроскопске величине (до 2 центиметра). У средњем делу нити ћелије имају краткоцилиндрични облик и садрже гасне вакуоле, док су на крајевима ћелије издужене. Трајне споре и хетероцисте се налазе између вегетативних ћелија у кончастом телу. Најчешће су планктонске алге. Уколико се пренамноже могу да изазову цветање воде. Врсте из овога рода нису широко распрострањене, а неколико је проглашено за ендемске врсте. Најпознатија врста из овога рода је Aphanizomenon flos-aquae. Имају способност везивања азота из ваздуха, тако да спадају у азотофиксаторе.
Неколико компанија је почело да продаје дијетске производе који у садрже састојке који се добијају из врсти рода афанизоменон. Ови производи су рекламирани као добри за побољшање здравља, а наглашавана је и њихова сличност са производима од Спирулине (Spirulina).

## Врсте
У овом роду се налази 8 врста (према сајту ).
|  |  |